# Mofetes
Les mofetes són mamífers, normalment amb un pelatge blanc i negre, coneguts sobretot per la seva capacitat d'alliberar una forta pudor com a sistema de defensa. Pertanyen a la família Mephitidae i l'ordre Carnivora. N'hi ha dotze espècies repartides en quatre gèneres: Mephitis, Mydaus, Conepatus i Spilogale. Són animals de mida mitjana que viuen principalment a Amèrica.
La mofeta pot ésser cuidada com un animal domèstic i protagonitza diverses obres de ficció, especialment còmiques i infantils (i sempre associada a la pudor), com Flor, una de les amigues de Bambi.

## Característiques i comportament
El seu principal tret característic és la forta olor fètida que expulsen per les glàndules anals. Aquesta olor és alliberada quan la mofeta se sent acorralada, és a dir, en perill. Abans de l'emanació, la mofeta adopta una posició corporal que varia segons l'espècie: algunes aixequen la cua, d'altres aixequen les potes posteriors i mantenen el seu pes només amb les potes anteriors. La substància emesa pot arriba fàcilment a dos metres de distància. El temps de duració de l'olor és de dues setmanes, i fins i tot un mes si no se segueix cap tipus de tractament contra l'olor. De totes maneres, davant de situacions d'amenaces la mofeta emet un soroll agut que li permet protegir-se dels depredadors.
El pelatge és bicolor, presentant majoritàriament un disseny amb un color de fons negre, sobre el qual és presenten ratlles blanques, fet que, igual que altres espècies amb patrons similars, adverteix els seus adversaris d'algun tipus de defensa oculta. Són omnívors, poden alimentar-se tant d'insectes com d'ous, fruites, petits mamífers, ocells i mel.
Les femelles tenen un període de gestació de 55 dies. Les cries s'alimenten de llet materna durant unes 10 setmanes aproximadament.

## Remei contra l'olor
Paul Krebaum, un químic d'Illinois, va desenvolupar una fórmula que neutralitza l'olor de la mofeta en canviar la composició química dels tiols que conté. Per preparar aquesta fórmula es combina un litre de peròxid d'hidrogen (aigua oxigenada) al 3% amb una cullerada de detergent i ¼ de tassa de bicarbonat sòdic. Aquesta solució es pot aplicar a la majoria de superfícies. També serveix per aplicar sobre el pelatge, per exemple, d'un gos que hagi sigut ruixat per una mofeta. La mescla de peròxid funciona en oxidar els tiols i canviar-ne la composició química. Com que aquesta mescla allibera oxigen, es descompon amb rapidesa i no pot ser emmagatzemada. Tota la mescla ha de ser utilitzada per un sol ús.

## Hàbitat
Viuen en caus que són excavats per les femelles. Les potes davanteres tenen fortes urpes amb les quals poden excavar la terra i buscar l'aliment que necessiten, com petits insectes i ous d'altres espècies, i construir el seu propi cau. Els mascles solen ser molt solitaris, passen la majoria del temps al cau, sense la companyia d'altres mofetes, i solament busquen la companyia de les femelles quan estan en el seu període de reproducció, a final d'hivern i principi de primavera.